# Sirgumetsa
Sirgumetsa – wieś w Estonii, w prowincji Tartu, w gminie Luunja.